# Nymphargus cristinae
Nymphargus cristinae es una especie  de anfibio anuro de la familia Centrolenidae.

## Distribución
N. cristinae es endémica de Colombia, donde solo es conocida en la vertiente oeste de la cordillera occidental en Urrao, Antioquia, en alturas de 2490 m.

## Descripción
Los machos generalmente miden de 26 a 31,1 mm, y las hembras hasta 29,7 mm.

## Etimología
Esta especie lleva su nombre en honor a la  herpetóloga colombiana María Cristina Ardila-Robayo.